# MaK 650 D
A MaK 650 D négytengelyes dízel-hidraulikus mozdonysorozat, a MaK 600 D továbbfejlesztett változata, melyet a Maschinenbau Kiel (MaK) gyártott 1958 és 1965 között az első típusprogramjának részeként, összesen 21 példányban.

## Műszaki részletek
A sorozatba a MaK „MS 301 CK” típusú dízelmotorját szerelték, amely 650 metrikus lóerő (480 kW) teljesítményt ad le 750 min⁻¹ fordulatszámon. A típus legnagyobb megengedett sebessége 80 km/h (50 mph), szolgálati tömege a ballasztolástól függően 52–60 t (51–59 angol tonna; 57–66 amerikai tonna), tüzelőanyag-tartályának térfogata 1500 liter.
A két külső tengelyt egy úgynevezett Beugniot-emeltyűvel kapcsolták össze, hogy a jobb ívfutás érdekében oldalirányban lehessen őket egymáshoz képest eltolni.

## Üzemeltetők
Az első nyolc legyártott MaK 650 D mozdony a Köln-Bonner Eisenbahnenhez került. Az Osthannoversche Eisenbahnennek három mozdonyt szállítottak. További hét mozdony különböző németországi megrendelőkhöz, kettő Dániába és egy Törökországba került. Öt mozdony a németországi szolgálat után Olaszországba került. Négy mozdonyt selejteztek, hét másik mozdony holléte ismeretlen.
| MaK 650 D-mozdonyok listája |             |                                                  |                                                  | |
| Gyártási szám               | Gyártás éve | Első üzemeltető                                  | Legutóbbi üzemeltető                             | Megjegyzés                                                                                               |
| 600144                      | 1958        | KBE „V 11“                                       | Costruzioni Linee Ferroviarie „DD FMT BO 0376 M“ | Holléte ismeretlen                                                                                       |
| 600145                      | 1958        | KBE „V 12“                                       | Cooperativa Lavori Ferroviari „12“               | |
| 600146                      | 1958        | KBE „V 13“                                       | KBE „V 13“                                       | 1982-ben selejtezték                                                                                     |
| 600147                      | 1958        | KBE „V 14“                                       | Scala Virgilio & Figli S.p.A „T 4047“            | Holléte ismeretlen                                                                                       |
| 600148                      | 1958        | KBE „V 15“                                       | Hessencourrier „V 15“                            | UIC-pályaszáma: 98 80 3265 301-2 D-HC                                                                    |
| 600149                      | 1958        | KBE „V 16“                                       | Cooperativa Lavori Ferroviari „13“               | Holléte ismeretlen                                                                                       |
| 600150                      | 1958        | KBE „V 17“                                       | Rail-Service ApS                                 | 2008-ban felújították                                                                                    |
| 600151                      | 1958        | KBE „V 18“                                       | IPE Locomotori S.p.A.                            | 2006-ban selejtezték                                                                                     |
| 600152                      | 1959        | Kleinbahn Neheim-Hüsten–Sundern „V 63“           | Nassauische Touristik-Bahn „V 2“                 | |
| 600153                      | 1959        | Hjørring Privatbaner „13“                        | Dansk Jernbane-Klub                              | |
| 600154                      | 1959        | Tegernsee-Bahn „V 65-12“                         | BLV „V 65-12“                                    | UIC-pályaszáma: 98 80 3265 303-8 D-BLV                                                                   |
| 600155                      | 1959        | OHE „60021“                                      | Kleinbahn Leeste                                 | |
| 600156                      | 1959        | Solvay, Werk Rheinberg „1“                       | IPE Locomotori S.p.A.                            | Holléte ismeretlen                                                                                       |
| 600157                      | 1959        | OHE „60022“                                      | Historischer Lokschuppen Wittenberge             | |
| 600158                      | 1959        | OHE „60023“                                      | OHE „60023“                                      | 2002-ben hajtóműhiba után javítástól vagy selejtezéstől elhalasztásra jelölték meg, 2005-ben selejtezték |
| 600348                      | 1960        | Hamburgische Electricitäts-Werke „Wedel 1“       | MCF Masfer                                       | Holléte ismeretlen                                                                                       |
| 600350                      | 1961        | Solvay, Werk Rheinberg „2“                       | Costruzioni Linee Ferroviarie „DD FMT BO 0254 C“ | |
| 600412                      | 1962        | Hillerød-Frederiksværk-Hundested Jernbane „M 11“ | LSB Lok Service Burkhardt AG (alkatrészbánya)    | 1993-ban selejtezték                                                                                     |
| 600413                      | 1963        | VKS „36“                                         | Impresa O. Bambini „T 1802“                      | Holléte ismeretlen                                                                                       |
| 600414                      | 1965        | VWE „5“                                          | BLV                                              | |
| 600415                      | 1962        | ILM „V 65-02“                                    | Museumsbahn Bremerhaven-Bederkesa „V 65 02“      | UIC-pályaszáma: 98 80 3265 307-9 D-MBBB                                                                  |
| 600467                      | 1963        | Eregli Kömurleri Isletmesi „TK I“                | Eregli Kömurleri Isletmesi „TK I“                | Holléte ismeretlen                                                                                       |

## Fordítás
- Ez a szócikk részben vagy egészben  a   MaK 650 D című német Wikipédia-szócikk ezen változatának fordításán alapul.  Az eredeti cikk szerkesztőit annak laptörténete sorolja fel. Ez a jelzés csupán a megfogalmazás eredetét és a szerzői jogokat jelzi, nem szolgál a cikkben szereplő információk forrásmegjelöléseként.